# Елизабет Чадуик
Елизабет Чадуик (на английски: Elizabeth Chadwick) е английска сценаристка и писателка на бестселъри в жанра исторически любовен роман.

## Биография и творчество
Сюзън Елизабет Хикс Чадуик е родена през 1957 г. в Бери, Ланкашър, Англия. Когато е четиригодишна семейството ѝ се премества в шатландското градче Нютон Манс, където прекарва детството си, а на 10 години се преместват в Нотингам. От малка обича романтичната литература и истории за рицари, запленена от гледаните филми, книгите и телевизията, като сама измисля и разказва истории, мечтаейки да стане писател.
Пише през годините различни произведения, но ръкописите ѝ са отхвърлени от издателите. През 1989 г. участва и печели литературен конкурс на „Пенгуин“ за нов роман. Издателите харесват любовните сцени, които са еротични без да преминават границата.
Първият ѝ исторически любовен роман „The Wild Hunt“ (Дивият лов) от едноименната ѝ поредица е издаден през 1990 г. и дава старт на писателската ѝ кариера. Той е удостоен с наградата „Бети Траск“ за най-добър първи роман.
През 1994 г. е наета за сценарист на филма „Първият рицар“ по нейния едноименен роман. През 1995 г. той екранизиран с участието на Шон Конъри, Ричард Гиър и Джулия Ормонд.
Елизабет Чадуик живее със семейството си в Нотингам.

## Произведения

### Самостоятелни романи
- Children of Destiny (1993) Daughters of the Grail“
- Shields of Pride (1994)
- First Knight (1995)
- The Conquest (1996)
Рицар на любовта, изд.: „Бард“, София (1997), прев. Диана Кутева, Стамен Стойчев
- The Champion (1997)
- The Love Knot (1998)
- The Marsh King's Daughter (1999)
- Lords of the White Castle (2000)
- The Winter Mantle (2002)
- The Falcons of Montabard (2003)
- Shadows and Strongholds (2004)
- A Place Beyond Courage (2007)
- Lady of the English (2011)
- The Outlaw Knight (2013)

### Серия „Дивият лов“ (Wild Hunt Trilogy)
1. The Wild Hunt (1990)
2. The Running Vixen (1991)
3. The Leopard Unleashed (1992)

### Серия „Уилям Маршал“ (William Marshal)
1. The Greatest Knight (2005)
2. The Scarlet Lion (2006)
3. The Time of Singing (2008) – издаден и като „For the King's Favor”
4. To Defy a King (2010)

### Серия „Елеонор Аквитанска“ (Eleanor of Aquitaine)
1. The Summer Queen (2013)
2. The Winter Crown (2014)

### Сборници
- A Wilderness Christmas (1993) – с Маделин Бейкър, Нора Хес и Кони Мейсън

### Екранизации
- 1995 Първият рицар